# Exophiala mansonii
Exophiala mansonii är en svampart som först beskrevs av Castell., och fick sitt nu gällande namn av de Hoog 1977. Exophiala mansonii ingår i släktet Exophiala och familjen Herpotrichiellaceae.   Inga underarter finns listade i Catalogue of Life.